# Мејпл Риџ (Охајо)
Мејпл Риџ (енгл. Maple Ridge) насељено је место без административног статуса у америчкој савезној држави Охајо.

## Демографија
По попису из 2010. године број становника је 761, што је 149 (-16,4%) становника мање него 2000. године.
| Група             | 2000.       | 2010.       |
| Белци             | 896 (98,5%) | 738 (97,0%) |
| Афроамериканци    | 6 (0,7%)    | 4 (0,5%)    |
| Азијати           | 3 (0,3%)    | 1 (0,1%)    |
| Хиспаноамериканци | 3 (0,3%)    | 3 (0,4%)    |
| Укупно            | 910         | 761         |